# Zapardiel de la Ribera
Zapardiel de la Ribera è un comune spagnolo di 129 abitanti situato nella comunità autonoma di Castiglia e León.